# Contee del Colorado

Contee del Colorado

Lo stato statunitense del Colorado è suddiviso in sessantaquattro contee. Due  di queste, Denver e Broomfield, sono al contempo città e contee (città consolidate).
ll codice di stato degli Stati Uniti (ISO 3166-2:US) è CO e la sua ANSI INCITS 38:2009 è 08.

## Storia
Quando il Territorio del Colorado venne creato, nel 1861, il territorio era suddiviso in 17 contee (Summit, Larimer, Weld, Boulder, Gilpin, Clear Creek, Jefferson, Arapahoe, Douglas, lago, Conejos, Costilla, Parco, Fremont, El Paso, Pueblo e Huerfano) e la Riserva dei Cheyenne. Nel febbraio 1866 fu creata una nuova contea, Las Animas, seguita da Saguache nel dicembre dello stesso anno. La contea di Bent fu creata nel febbraio del 1870, seguita da Greenwood nel mese successivo. Il 2 febbraio 1874 furono create le contee di Grand e Elbert, mentre il 10 febbraio quelle di La Plata, Hinsdale e Rio Grande. La contea di Greenwood fu assorbita da Bent il 5 febbraio. La contea di San Juan fu creata tre mesi prima che il Colorado diventasse uno Stato.
Il 1º agosto 1876 il Colorado diventò uno Stato e contava 26 contee. Nel gennaio del 1877 furono formate le contee di Routt e Ouray, seguite a marzo dalle contee Gunnison e Custer. Nel mese di febbraio 1879 fu creata la contea di Chaffee. Nel 1881 furono creata le contee di Dolores e Pitkin. Nel 1883 si aggiunsero Montrose, Mesa, Garfield, Eagle, Delta e San Miguel. Il numero salì a 40 nel 1885 con la creazione della contea di Archuleta il 14 aprile. Le contee di Washington e Logan furono create nel 1887. Tra il 19 febbraio e il 16 aprile a 1889 furono create le contee di Morgan, Yuma, Cheyenne, Otero, Rio Blanco, Phillips, Sedgwick, Kiowa, Kit Carson, Lincoln, Prowers, Baca, e Montezuma, seguite dalle contee di Mineral e Teller. Nel 1902 la contea di Arapahoe fu divisa nella contea di Adams e di South Arapahoe, mentre Denver diventò una città consolidata. Successivamente furono create le contee di Jackson, Moffat e Crowley. Nel 1913 fu creata la contea di Alamosa e nel 2001 Broomfield divenne una città consolidata, per un totale di 64 contee.

## Lista
| Nome                         | Codice FIPS | Capoluogo           | Data di istituzione | Etimologia | Note                                                            | Mappa |
| ---------------------------- | ----------- | ------------------- | ------------------- | --- | --------------------------------------------------------------- | ----- |
| Adams                        | 001         | Brighton            | 1902                | Alva Adams,governatore dello Stato del Colorado.                                                                                           | Da parte della contea di Arapahoe.                              |       |
| Alamosa                      | 003         | Alamosa             | 1913                | Per i pioppi che crescono lungo il Rio Grande e dei suoi affluenti. Alamosa, in spagnolo, è un "pioppeto".                                 | Da parte delle contee di Conejos e Costilla.                    |       |
| Arapahoe                     | 005         | Littleton           | 1861                | Nazione Arapaho. |                                                                 |       |
| Archuleta                    | 007         | Pagosa Springs      | 1885                | Senatore del Colorado Antonio D. Archuleta.                                                                                                | Da parte della contea di Conejos.                               |       |
| Baca                         | 009         | Springfield         | 1889                | Felipe Baca, pioniere e legislatore territoriale del Colorado.                                                                             | Da parte della contea di Las Animas.                            |       |
| Bent                         | 011         | Las Animas          | 1870                | William Bent, commerciante di frontiera.                                                                                                   | Da parte della contea di Greenwood.                             |       |
| Boulder                      | 013         | Boulder             | 1861                | Abbondanza di pietre di granito lungo il Boulder Creek.                                                                                    |                                                                 |       |
| Contea e città di Broomfield | 014         | Broomfield          | 2001                | Per la produzione di sorgo (in inglese broom) che veniva coltivato nell'area della contea.                                                 | Da parte delle contee di Adams, Boulder, Jefferson e Weld.      |       |
| Chaffee                      | 015         | Salida              | 1879                | Jerome Bunty Chaffee, uno dei primi due senatori del Colorado.                                                                             | Da parte della contea di Lake.                                  |       |
| Cheyenne                     | 017         | Cheyenne Wells      | 1889                | Nazione Cheyenne. | Da parte delle contee di Bent ed Elbert.                        |       |
| Clear Creek                  | 019         | Georgetown          | 1861                | Il fiume Clear Creek. |                                                                 |       |
| Conejos                      | 021         | Conejos             | 1861                | Presenza di diversi conejos nella zona (in spagnolo: "conigli").                                                                           |                                                                 |       |
| Costilla                     | 023         | San Luis            | 1861                | Fiume Costilla. |                                                                 |       |
| Crowley                      | 025         | Ordway              | 1911                | John H. Crowley,senatore del Colorado. | Da parte della contea di Otero.                                 |       |
| Custer                       | 027         | Westcliffe          | 1877                | George Armstrong Custer, (1839 - 1876), il colonnello americano, sconfitto e ucciso nella battaglia di Little Bighorn.                     | Da parte della contea di Fremont.                               |       |
| Delta                        | 029         | Delta               | 1883                | Città di Delta, situata sul delta del fiume Uncompahgre.                                                                                   | Da parte della contea di Gunnison.                              |       |
| Contea e città di Denver     | 031         | Denver              | 1902                | James W. Denver, governatore del Territorio del Kansas dal 1857-1859.                                                                      | Da parte della contea di Arapahoe.                              |       |
| Dolores                      | 033         | Dove Creek          | 1881                | Fiume Dolores, originariamente chiamato in spagnolo Rio de Nuestra Señora de los Dolores.                                                  | Da parte della contea di San Juan.                              |       |
| Douglas                      | 035         | Castle Rock         | 1861                | Stephen Arnold Douglas, (1813 - 1861), senatore federale dell'Illinois 1847-1861.                                                          |                                                                 |       |
| Eagle                        | 037         | Eagle               | 1883                | Fiume Eagle che ha origine nella contea.                                                                                                   | Da parte della contea di Summit.                                |       |
| El Paso                      | 039         | Colorado Springs    | 1861                | Il nome deriva dal Passo Ute, che collega le Grandi Pianure alla pianura South Park. El Paso significa passo in spagnolo.                  |                                                                 |       |
| Elbert                       | 041         | Kiowa               | 1874                | Samuel Hitt Elbert, il sesto Governatore del Territorio del Colorado.                                                                      | Da parte delle contee di Douglas e Greenwood.                   |       |
| Fremont                      | 043         | Cañon City          | 1861                | John Charles Frémont (1813 - 1890), esploratore.                                                                                           |                                                                 |       |
| Garfield                     | 045         | Glenwood Springs    | 1883                | James Abram Garfield (1831 - 1881), ventesimo presidente degli Stati Uniti.                                                                | Da parte della contea di Summit.                                |       |
| Gilpin                       | 047         | Central City        | 1861                | William Gilpin, il primo Governatore del Territorio del Colorado.                                                                          |                                                                 |       |
| Grand                        | 049         | Hot Sulphur Springs | 1874                | Fiume Grand River, che ha origine nella contea. Il Grand River è stato rinominato Colorado nel 1921.                                       | Da parte della contea di Summit.                                |       |
| Gunnison                     | 051         | Gunnison            | 1877                | John Williams Gunnison, il capitano dell'esercito americano che ha esplorato la regione.                                                   | Da parte della contea di Lake.                                  |       |
| Hinsdale                     | 053         | Lake City           | 1874                | George Aaron Hinsdale, luogotenente governatore del Territorio del Colorado.                                                               | Da parte delle contee di Conejos e Lake.                        |       |
| Huerfano                     | 055         | Walsenburg          | 1861                | Butte Huerfano, un collo vulcanico solitario, orfano. Huerfano in spagnolo significa proprio "orfano".                                     |                                                                 |       |
| Jackson                      | 057         | Walden              | 1909                | Andrew Jackson (1767 - 1845), VII presidente degli Stati Uniti.                                                                            | Da parte della contea di Larimer.                               |       |
| Jefferson                    | 059         | Golden              | 1861                | Thomas Jefferson (1743 - 1826), autore della Dichiarazione d'indipendenza e il III presidente degli Stati Uniti.                           |                                                                 |       |
| Kiowa                        | 061         | Eads                | 1889                | Nazione Kiowa. | Da parte della contea di Bent.                                  |       |
| Kit Carson                   | 063         | Burlington          | 1889                | Christopher Houston "Kit" Carson, famoso esploratore di frontiera e soldato, una delle icone del Far West.                                 | Da parte della contea di Elbert.                                |       |
| Lake                         | 065         | Leadville           | 1861                | Twin Lakes ("laghi gemelli" che si trovano nella contea.                                                                                   |                                                                 |       |
| La Plata                     | 067         | Durango             | 1874                | Depositi diargento presenti nella zona. "Plata" significa argento in spagnolo.                                                             | Da parte delle contee di Conejos e Lake.                        |       |
| Larimer                      | 069         | Fort Collins        | 1861                | William Larimer, imprenditore e pioniere.                                                                                                  |                                                                 |       |
| Las Animas                   | 071         | Trinidad            | 1866                | Il nome deriva dal fiume Purgatoire, originariamente chiamato Rio de las Animas Perdidas ("fiume delle anime perdute").                    | Da parte della contea di Huerfano.                              |       |
| Lincoln                      | 073         | Hugo                | 1889                | Abraham Lincoln (1809 - 1865), il XVI presidente degli Stati Uniti.                                                                        | Da parte delle contee di Bent ed Elbert.                        |       |
| Logan                        | 075         | Sterling            | 1887                | John Alexander Logan (1826 - 1886), generale dell'esercito americano e senatore federale dell'Illinois.                                    | Da parte della contea di Weld.                                  |       |
| Mesa                         | 077         | Grand Junction      | 1883                | Le mesa diffuse nella contea. | Da parte della contea di Gunnison.                              |       |
| Mineral                      | 079         | Creede              | 1893                | Depositi di minerali abbondanti rinvenuti nella zona.                                                                                      | Da parte delle contee di Hindsdale e Rio Grande.                |       |
| Moffat                       | 081         | Craig               | 1911                | Il pioniere della ferrovia David H. Moffat.                                                                                                | Da parte della contea di Routt.                                 |       |
| Montezuma                    | 083         | Cortez              | 1889                | Montezuma II, leader azteco. | Da parte della contea di La Plata.                              |       |
| Montrose                     | 085         | Montrose            | 1883                | Città di Montrose, che a sua volta è probabilmente deve il suo nome al romanzo A Legend of Montrose, pubblicato nel 1819, di Walter Scott. | Da parte della contea di Gunnison.                              |       |
| Morgan                       | 087         | Fort Morgan         | 1889                | Fort Morgan, a sua volta chiamato così in onore del colonnello dell'esercito degli Stati Uniti Christopher A. Morgan.                      | Da parte della contea di Weld.                                  |       |
| Otero                        | 089         | La Junta            | 1889                | Miguel A. Otero, della famiglia Otero degli Stati Uniti sud-occidentali.                                                                   | Da parte della contea di Bent.                                  |       |
| Ouray                        | 091         | Ouray               | 1877                | Ouray, capo Ute. | Da parte delle contee di Lake e San Juan.                       |       |
| Park                         | 093         | Fairplay            | 1861                | South Park, che occupa gran parte della contea.                                                                                            |                                                                 |       |
| Phillips                     | 095         | Holyoke             | 1889                | R.O. Phillips, segretario della Lincoln Land Company.                                                                                      | Da parte della Contea di Logan.                                 |       |
| Pitkin                       | 097         | Aspen               | 1881                | Frederick Walker Pitkin, secondo governatore dello Stato del Colorado.                                                                     | Da parte della Contea di Gunnison.                              |       |
| Prowers                      | 099         | Lamar               | 1889                | John W. Prowers, pioniere della valle del fiume Arkansas.                                                                                  | Da parte della Contea di Bent.                                  |       |
| Pueblo                       | 101         | Pueblo              | 1861                | Città di Pueblo. |                                                                 |       |
| Rio Blanco                   | 103         | Meeker              | 1889                | White River, originariamente chiamato Rio Blanco in spagnolo.                                                                              | Da parte della Contea di Garfield.                              |       |
| Rio Grande                   | 105         | Del Norte           | 1874                | Rio Grande. | Da parte delle Contee di Conejos e Costilla.                    |       |
| Routt                        | 107         | Steamboat Springs   | 1877                | John Long Routt, primo governatore dello Stato del Colorado.                                                                               | Da parte della Contea di Grand.                                 |       |
| Saguache                     | 109         | Saguache            | 1866                | Termine della lingua Ute che significa "dune di sabbia".                                                                                   | Da parte delle Contee di Costilla e Lake.                       |       |
| San Juan                     | 111         | Silverton           | 1876                | Fiume San Juan e Monti San Juan, a loro volta chiamati così per San Giovanni Evangelista.                                                  | Da parte della Contea di Lake.                                  |       |
| San Miguel                   | 113         | Telluride           | 1883                | Fiume San Miguel e Monti San Miguel, a loro volta chiamati così per San Michele Arcangelo.                                                 | Da parte della Contea di Ouray.                                 |       |
| Sedgwick                     | 115         | Julesburg           | 1889                | Fort Sedgwick, chiamato così in onore del generale dell'esercito americano John Sedgwick (1813-1864).                                      | Da parte della Contea di Logan.                                 |       |
| Summit                       | 117         | Breckenridge        | 1861                | Diverse cime presenti nella contea. |                                                                 |       |
| Teller                       | 119         | Cripple Creek       | 1899                | Henry Moore Teller, senatore del Colorado e Segretario degli Interni.                                                                      | Da parte della Contea di El Paso.                               |       |
| Washington                   | 121         | Akron               | 1887                | George Washington (1732 - 1799), I presidente degli Stati Uniti.                                                                           | Da parte della Contea di Weld.                                  |       |
| Weld                         | 123         | Greeley             | 1861                | Lewis Ledyard Weld, primo Segretario del Territorio del Colorado.                                                                          |                                                                 |       |
| Yuma                         | 125         | Wray                | 1889                | Nativi Quechan. | Yuma - costituita nel 1889 da parte della Contea di Washington. |       |